# Leoniszki (gmina Kowalczuki)
Leoniszki (lit. Leoniškės) − wieś na Litwie, w rejonie wileńskim, 4 km na południowy zachód od Kowalczuków, zamieszkana przez 35 ludzi.

## Historia
W dwudziestoleciu międzywojennym leżały w Polsce, w województwie wileńskim, w powiecie wileńsko-trockim, w gminie Szumsk.
Po II wojnie światowej w granicach Związku Sowieckiego. Od 1991 na niepodległej Litwie.